# Hans Moser (színművész)
Hans Moser, születési nevén Johann Julier (Bécs, Osztrák Császárság, 1880. augusztus 6. – Bécs, Osztrák Köztársaság, 1964. június 19.) osztrák színpadi és filmszínész, énekes, komikus, kabarettista, a két háború közötti osztrák népszínművek és filmvígjátékok közkedvelt szereplője („Volksschauspieler”), a tipikus bécsi polgári miliőben játszódó színdarabok és filmek visszatérő sztárja. 1918–1964 között 160-nál több filmben szerepelt.

## Élete

### Származása, tanulmányai
Apja Franz Julier (1838–1898), francia és magyar felmenőkkel rendelkező osztrák „akadémiai” (azaz a uralkodó, klasszikus ízlést követő) szobrászmester volt. Anyja Serafina Moser (1852–1912) a bécsi Naschmarkt piactéren tejboltot üzemeltetett. Négy gyermekük közül Johann volt a harmadik. Bécs Margareten negyedében nőtt fel. (Szülőháza közelében, a Rechte Wienzeile rakparton emléktábla található). A fiú gyermekkorától színész akart lenni, de szülei ellenezték, és könyvelőnek taníttatták.

### Színpadi színészként
Az ifjú Julier beszédórákat vett Josef Mosertől, a Burgtheater színészétől. Mesterének családnevét később felvette saját művésznévként. Vándorszínész társulatokkal járta be Ausztria–Magyarország vidékeit. Első színházi állását 1897-ben Csehországban, a reichenbergi Városi Színháznál kapta (mai neve Liberec).
1903-ban a magas presztízsű bécsi Theater in der Josefstadt-hoz került, amelyet ekkor Josef Jarno vezetett. A korához illő hősszerelmes szerepekben azonban 157 centis testmagasságával nem tudott érvényesülni. Emiatt 1907-től ismét vándorszínészként járta az országot. 1910-től ismét Bécsben szerepelt revükben, kabarékban és kisebb színpadokon.
1911. augusztus 5-én megnősült, a zsidó családból való Blanka (Blanca) Hirschlert (1890–1974) vette feleségül. 1913-ban megszületett leányuk, Margarete Moser.
1913-ban Hans Moser elérte első sikereit magánszámaival, Bécs belvárosában, a közkedvelt St. Annahofban, a „Max und Moritz” pinceszínházban. Az első világháborúban a cs.és kir. 4. „Deutschmeister” gyalogezredben szolgált az isolzói fronton. Katonatársait humoros jelenetekkel és viccekkel szórakoztatta. A háború után már rendszeresen fellépett komikusként a „jópolgári” bécsi kabarészínpadokon (a Budapester Orpheum-ban, a Höllében, a Leopoldi-Wiesenthal-ban, és az Intimer Theater-ben).
1922-ben Fritz Löhner-Beda librettista-kabarészerző megírta számára az Ich bin der Hausmeister vom Siebenerhaus (A Hétház házmestere vagyok) című magánszámot. 1923-ban Robert Stolz is felfedezte Moser tehetségét, és felfogadta a Ronacher Revüszínház társulatába. 1925-ben Max Reinhardt ismét átvette a Theater in der Josefstadt-hoz, ahol Johann Nestroy, Arthur Schnitzler és Ödön von Horváth színműveiben játszott. Ugyanebben az évben a Neue Freie Presse újságban megjelent egy cikk Moser munkásságáról. A szerző Mosert a legifjabb, egyben az utolsó igazi „bécsi Jancsibohóc”-nak (Wienerischer Hanswurst) nevezte. (A korabeli bécsi kifejezés „népies szórakoztató művészt” jelentett, lekicsinylő szándék nélkül).
Hamarosan Max Reinhardt kedvenc színpadi színésze lett. 1927–28-ban magával vitte Egyesült Államok-beli turnéjára, ahol Moser (több más mellett) Shakespeare Szentivánéji álom című színművében szerepelt, a New York-i Broadway Színházban. Bécsbe visszatérve népszerűsége tovább nőtt, a bécsi színpadok egyik legtöbbet foglalkoztatott művészévé vált. Jeleneteit jellegzetes bécsi (weanerisch) akcentusban, a kortárs bécsi szleng kifejezéseivel adta elő. Szimbolikus figurájává vált az örökké panaszkodó, morgó-zsörtölődő, okoskodó, mindent jobban tudó, másokat szívesen lekicsinylő bécsi kisembernek. Gesztikuláló, magában beszélő, kiszolgáltatott, ügyeskedő kisiparosokat, küldöncöket, szatócsokat, háziszolgákat alakított hitelesen és meggyőző erővel. 1931-ben Berlinben Ödön von Horváth: Mesél a bécsi erdő című színművének ősbemutatóján ő játszotta a Tündérkirály nevű boltost. (Ezt a figurát három évtizeddel később, egy osztrák tévéfilm-változatban újra eljátszhatta).
- Jarmila Novotnával, Offenbach Szép Helénájában (1931)
- 1942-es képe

### Filmszínészi pályája
Megkapta első némafilmes szerepeit. 1922-ben közjegyzőt alakított a Kleider machen Leute (Ruha teszi az embert) című komédiában, azután számos, a színpadon már tökélyre vitt kisember-filmszerep következett. 1927-ben egy közismert bécsi közember-típust, afféle mindenes alkalmi szolgalegényt, küldöncöt, alkalmilag felfogadott, egyszerű lelkű segéderőt (Wiener Dienstmann) alakított Max Neufeld rendező A legkisebb Brandl lány (Die Familie ohne Moral) című némafilm-vígjátékban. A hangosfilm megjelenése megnyitotta Moser előtt az utat, hogy előadóművészi tehetségét, eredeti beszéd- és énekstílusát széles publikum előtt, teljes mértékben kifejtse. (A „Dienstmann”-karaktert több későbbi hangosfilmben filmben is megtestesítette). hangkésőbb több hangosfilmben Első sikeres hangosfilm-szerepét 1930-ban Georg Jacoby rendező Pénz az utcán (Geld auf der Straße) c. romantikus vígjátékában játszotta.
A másik, komolyabb karaktertípus, amelyet Moser nagy tehetséggel jelenített meg, a cselekmény során átalakuló jellem volt. A Gäßchen zum Paradies (A Paradicsomba vezető utcácska) című 1936-os (német és francia változatban is készült) filmdrámában egy gyepmestert játszik, aki kutyabaráttá válik. Az 1939-es Tökéletes Antal (Anton, der Letzte) komédiában a nemesi osztályt tisztelő főkomornyikból a kisemberek gyámolítójává válik. Az 1943-as Das Ferienkind-ben a leányát kitagadó, megkeseredett apából az unokáját nagy szeretettel fogadó nagyapa válik.
Előadásai során Moser gyakran énekelt közismert bécsi kuplékat, bordalokat. Legnépszerűbb filmdala a „Die Reblaus” volt, melynek zenéjét még 1940-ben Ernst Marischka, zenéjét Karl Föderl írta, a 7 évig nem lesz szerencsém (Sieben Jahre Pech) című zenés filmkomédiához. Itt Moser (szerepe szerint „Dr. Teisinger”) borozgatás közben arról énekel, hogy nyilván azért szereti a vörösbort, mert előző életében „Reblaus” (azaz filoxéra) lehetett. A bécsi nép megszerette a nótát, amely szinte népdallá vált. Még Moser életében is, majd halála után a bécsi kabarékban és zenés kocsmákban hangutánzó művészek mindmáig igyekeznek a dalt Moser jellegzetes, rekedtes, dünnyögő hangján előadni.
Leánya, Margarete Moser, 1935-ben férjhez ment, és kivándorolt Argentínába.Ausztria német megszállása (1938) után, a nemzetiszocialista rendszerben Mosert felszólították, váljon el zsidó származású feleségétől, Blanka Hirschlertől. Moser ezt megtagadta. Feleségét 1939-ben Magyarországra költöztette.
Maga Moser, aki mind Ausztriában, mind Németországban rendkívül népszerű személyiség volt, kivételes engedélyt kapott, hogy „zsidó házassága” ellenére továbbra is szerepelhessen német filmekben. 
1944-ben a Goebbels-féle propagandaminisztérium Mosert is felvette a kiemelkedő tehetségű, kivételes bánásmódra jogosult művészek listájára (Gottbegnadeten-Liste), amely biztosította megélhetését és mentesítette a zaklatásoktól is.

### A világháború után
A második világháború után a Moser házaspár ismét együtt élhetett bécsi villájukban, Hietzing kerületben, az Auhofstraße 76–78. alatt. Moser a bécsi Burgtheater társulatának tagja lett, Arthur Schnitzlers Szerelmeskedés (Liebelei) című színművében Weiring alakításáért kiváló kritikákat kapott és a közönség tetszését is kivívta. Számos filmvígjátékban szerepelt, a bécsi kisembereket alakította kiváló tehetséggel. Korábbi alakjait a háború utáni Bécs szokásaival, beszédmodorával „korszerűsítette.” 1961-ben ismét eljátszotta a Tündérkirály nevű bababoltost Ödön von Horváth: Mesél a bécsi erdő című színművének osztrák tévéfilm-változatában. A személyével szinte egybeforrt „mindeneslegény” típusát, a joviális „Dienstmann”-t is több új filmben jelenítette meg. Gyakran szerepelt együtt Theo Lingennel és Paul Hörbigerrel, utóbbival szoros barátságot is ápolt.
- Díszsírhelye a Bécsi Központi Temetőben (32C-27)
- Emléktáblája bécsi szülőházán
- A Moser-villa Bécs Hietzing kerületében (Auhofstraße 76–78), ma Azerbajdzsán bécsi nagykövetsége

### Halála
1964. június 19-én, 83 éves korában Moser tüdőrákban elhunyt. A Bécsi Központi Temetőben helyezték végső nyugalomra, nagy részvét mellett. Temetésén számos korabeli ismert politikus és színművész megjelent, köztük Franz Jonas, Bécs polgármestere (későbbi szövetségi elnök), Paul Hörbiger, Paula Wessely és leánya, Christiane Hörbiger és mások. 1974-ben elhunyt özvegyét, Blanca Mosert ugyancsak ide helyezték.

## Harc Moser örökségéért
A Moser házaspár leánya, Margarete 1935-ben feleségül ment Martin Hasdeu román üzletemberhez, majd férjestül Argentínába emigrált. 1948-ban Moser dél-amerikai turnéra utazott. A Buenos Aires-i Freie Deutsche Bühne német színházban vendégszerepelt, és leányát is meglátogatta.
Margarete az apjától kikérte örökrészét, hogy Buenos Airesben vállalkozást indíthasson. Anyja ezt ellenezte. Margarete gyermeke 1963-ban meghalt, helyette egy argentin fiúcskát fogadott örökbe, anyja tiltakozása ellenére. 1964-ben Moser elhunyt, 1971-ben az özvegy Blanca Moser kitagadta leányát, és az örökség legnagyobb részét a Hans und Blanca Moser-alapítványba vitte át. Az anya halála (1974) után Margarete bírósági pert indított apja örökségéért. Másfél évtizedes pereskedés után, 1988-ban a bíróság megítélte számára az apai örökség kötelesrészét, 12 millió Schillinget (kb. 872 093 Eurót). Fél évre rá azonban Margarete maga is elhunyt.

## Főbb filmszerepei
Némafilmek
- 1921: Kleider machen Leute; közjegyző (Josef Moser néven)
- 1924: Die Stadt ohne Juden; Bernart tanácsos
- 1925: A párisi baba (Das Spielzeug von Paris); színházi pénztáros (rend. Kertész Mihály)
- 1926: Csákó és kalap (Der Feldherrnhügel); katonai szabómester
- 1926: Schützenliesel; der Faltenhias
- 1927: A legkisebb Brandl lány (Die Familie ohne Moral); bécsi küldönc, mindenes (rend. Max Neufeld)
- 1928: Der Dienstmann (rövidfilm, néma); bécsi küldönc, mindenes
- 1928: Spitzenhöschen und Schusterpech; Herr Votruba

Hangosfilmek
- 1930: Az istenek kegyence (Liebling der Götter); Herr Kratochvil
- 1930: Pénz az utcán (Geld auf der Straße); Albin Jensch
- 1931: Adolár, te csalsz! (Der verjüngte Adolar); Adolar Gabelmann városi tanácsos
- 1931: Egy csók és még valami (Eine Nacht im Grandhotel), névtelen szerep
- 1931: A kisasszony valutája (Man braucht kein Geld); Thomas Theodor Hoffmann (Nóti Károly írásából)
- 1931: Házassági R. T. (Ehe mit beschränkter Haftung); Georg Kaiser irodavezető
- 1932: Der Dienstmann (rövidfilm, hangos); bécsi küldönc, mindenes
- 1933: Őnagysága nem akar gyereket (Madame wünscht keine Kinder); hálókocsikalauz
- 1933: Szerelmeskedés (Liebelei); névtelen szerep (rend. Max Ophüls)
- 1933: Szívek melódiája (Leise flehen meine Lieder); Passenter zálogos
- 1934: Méltóságos asszony trafikja (Die Töchter ihrer Exzellenz); Anton
- 1934: Bécsi bál (Maskerade); Zakariás kertész
- 1934: Tavaszi parádé (Frühjahrsparade); Swoboda fodrász
- 1934: Frasquita; Jaromir
- 1934: Kaland a bécsi udvarban (Der junge Baron Neuhaus); Stocker cs. és kir. kályhafűtő
- 1934: Lengyelvér (Polenblut); Jan Zaremba
- 1934: Magas iskola (Hohe Schule); Brandler szolga
- 1935: Die Fahrt in die Jugend; Färber titkár
- 1935: Vorstadtvarieté; Kernthaler
- 1935: Őfensége inkognitóban (Winternachtstraum); Leopold herceg (rend. Bolváry Géza)
- 1935: Egy görbe nap (Der Himmel auf Erden); Adlgasser vendéglős (Heinz Rühmann-nal együtt)
- 1935: Végállomás (Endstation); Karl Vierthaler főellenőr
- 1935: Éva (Eva); Vinzenz Wimmer igazgató
- 1935: …nur ein Komödiant; Melchior Pfennig
- 1935: Csókra születtem (Die ganze Welt dreht sich um Liebe), Anton szolga
- 1935: Buchhalter Schnabel; Schnabel könyvelő
- 1935: Familie Schimek; Ludwig Schigl
- 1935: A Cirkusz hősei (Zirkus Saran); Knox
- 1936: Csókvásár (Wer zuletzt küßt…); Fritz Wiesinger igazgató
- 1936: Táncol a város (Konfetti); Heinrich Kümmelmann
- 1936: Das Gäßchen zum Paradies; Tobias Haslinger gyepmester
- 1936: Fräulein Veronika; Tutzinger igazgató
- 1936: Schabernack; Wandl hotelszolga
- 1936: Hannerl und ihre Liebhaber; Hafer nagybácsi
- 1936: Burgszínház / Bécsi tavasz (Burgtheater); Sedlmayer súgó
- 1937: A gyáva hős ( Der Mann, von dem man spricht); Martin nagybácsi
- 1937: Mein Sohn, der Herr Minister; Gabriel Fabre
- 1937: Die glücklichste Ehe der Welt; Dr.Vogelsang
- 1937: Méltóságos asszony (Unentschuldigte Stunde); Anton Riedel postahivatal-vezető
- 1937: Denevér (Die Fledermaus); Huber ruhatáros / Frosch fogházőr
- 1937: Elveszett a feleségem (Die verschwundene Frau); Herr Vieröckl
- 1937: Első mámor (Mutterlied); Giulio Stückelmeier
- 1938: Bécsi kislány (Immer wenn ich glücklich bin…!); Vinzent Schöberl pénztáros (Eggerth Mártával együtt)
- 1938: Érett lányok (Finale); Bröselmeier pedellus (rend. Bolváry Géza)
- 1938: A 13 szék (13 Stühle); Alois Hofbauer ószeres
- 1938: Kleines Bezirksgericht; Karl Haselhuber
- 1939: Mesebeli herceg (Castelli in aria); szereplő
- 1939: Liebe – streng verboten!; Alois Horchinger jószágigazgató
- 1939: Menschen vom Varieté; Miller belső ellenőr
- 1939: A makrancos úr (Das Ekel); Karl Sträubler
- 1939: Tökéletes Antal (Anton, der Letzte); Anton főkomornyik
- 1939: Operabál (Opernball); Anton Hatschek úr, főpincér
- 1940: Mintaférj (Der ungetreue Eckehart); Arthur Fellner
- 1940: Az örömapa (Meine Tochter lebt in Wien); Florian Klaghofer[23]
- 1940: Bécsi történetek (Wiener G’schichten); Josef (rend. Bolváry Géza)
- 1940: Der Herr im Haus; Sixtus Bader
- 1940: A madarász (Rosen in Tirol); Wiesel
- 1940: 7 évig nem lesz szerencsém (Sieben Jahre Pech); Dr. August Teisinger (Dalbetét: „Die Reblaus”)
- 1941: Liebe ist zollfrei; Lorenz Hasenhüttl vámtiszt
- 1941: Táncoló Bécs (Wir bitten zum Tanz); Hofeneder tánciskola-tulajdonos
- 1942: Bécsi vér (Wiener Blut); Herr Knöpfel
- 1942: Hét évig nem lesz szerencsém (Sieben Jahre Glück); Dr. August Teisinger
- 1942: Sette anni di felicità (A „Sieben Jahre Glück” olasz változata) ; Augusto Daisinger
- 1942: Einmal der liebe Herrgott sein; Karl Gschwandtner
- 1942: Dove andiamo, signora?; Franz
- 1943: Kék álarc (Maske in Blau); Seehauser, emelet-megbízott
- 1943: Ha szeretsz, elvehetsz! (Karneval der Liebe); Meierhofer nagybácsi
- 1943: Abenteuer im Grandhotel; Franz
- 1943: Das Ferienkind; Vinzenz Panigl állomásfőnök
- 1943: Reisebekanntschaft; Fridolin Specht
- 1943: Schwarz auf Weiß; Eduard Streusler pék
- 1944: Sramli (Schrammeln); Anton Strohmayer (rend. Bolváry Géza)
- 1946: Renee XIV; miniszter (rendezte Ráthonyi Ákos)
- 1947: Geld ins Haus; Leopold Habernal postai kézbesítő
- 1947: Die Welt dreht sich verkehrt; Franz Xaver / Silvester Pomeisl / Palaszki herceg
- 1947: Das singende Haus; Franz Huber szatócs (rend. Franz Antel)
- 1947: Der Hofrat Geiger; Ferdinand Lechner
- 1948: Der Herr Kanzleirat; Leopold Bachmayer kancelláriai tanácsos
- 1949: Bécsi lányok (Wiener Mädeln); Engelbert
- 1949: Um eine Nasenlänge; Josef Eibetzeder menedzser
- 1949: Eins, zwei, drei = aus!; Alois Semmelberger
- 1950: Der Theodor im Fußballtor; Theo Haslinger papa
- 1950: Küssen ist keine Sünd; Alois Eder vendéglős
- 1950: Es schlägt 13; Ferdinand Haushofer szolga
- 1950: Es liegt was in der Luft; Leopold Graf
- 1951: Zwei in einem Auto; Ferdinand Walzl
- 1952: Hallo Dienstmann; Anton Lischka bécsi küldönc, mindenes
- 1952: Schäm’ dich, Brigitte!; Karl Stieglitz professzor
- 1952: Du bist die Rose vom Wörthersee; Ferdinand Schmiedlehner nyugdíjas finánc
- 1953: Der Onkel aus Amerika; Mr. Thomas Theodor Hoffmann
- 1953: Einmal keine Sorgen haben; Melchior
- 1953: Hollandmädel; Herr Knoop
- 1954: Kaisermanöver; Radler vendéglős
- 1954: Verliebte Leute; Gustl Kränzlein benzinkutas
- 1955: Ehesanatorium; Herr Meisel
- 1955: Tavaszi díszszemle (Die Deutschmeister); Jeremias Swoboda
- 1955: Ja, ja die Liebe in Tirol; Ignaz Musbauer
- 1955: Táncol a kongresszus (Der Kongreß tanzt); Herr Schöberl
- 1956: Aranyszimfónia (Symphonie in Gold); Anton Koriander
- 1956: …und wer küßt mich?; önmaga
- 1956: Lumpazivagabundus; Hobelmann asztalosmester
- 1956: Operabál (Opernball); Anton Hatschek főpincér
- 1956: Meine Tante, deine Tante; Hans Gippner
- 1956: A császárbál (Kaiserball); Rienössl portás
- 1956: Vörös mák (Roter Mohn); Anton szolga
- 1957: Ober zahlen; Franz Maxenberger
- 1957: Die unentschuldigte Stunde; Aichinger iskolaszolga
- 1957: Die Zwillinge vom Zillertal; Schmauss vendéglős
- 1957: Heute blau und morgen blau; Jakob Selbach polgármester
- 1958: Liebelei (Szerelmeskedés); tévéfilm; Hans Weiring
- 1958: Hallo Taxi; Leopold Gruber
- 1958: Der Sündenbock von Spatzenhausen; Ferdinand Schöberl állomásfőnök
- 1959: Herrn Josefs letzte Liebe; Herr Josef Redlich, szolga
- 1959: Die schöne Lügnerin; Emmetsrieder nagypapa
- 1961: Mesél a bécsi erdő (G’schichten aus dem Wienerwald); tévéfilm; Tündérkirály
- 1961: …und du, mein Schatz, bleibst hier; Herr Haberl
- 1961: Mariandl; Windischgruber nagypapa
- 1961: Höllenangst; tévéfilm; Pfrim foltozóvarga
- 1961: Der Bauer als Millionär; Az „Időskor”
- 1962: A Denevér (Die Fledermaus); Frosch fogházőr
- 1962: Kaiser Joseph und die Bahnwärterstochter; tévéfilm; Franz Zwölfaxinger
- 1962: Der verkaufte Großvater; Nikodemus Gröberl
- 1962: Drei Liebesbriefe aus Tirol; Leopold Hinterkirchner
- 1962: Mariandls Heimkehr; Windischgruber nagypapa
- 1963: Liliom; tévéfilm; rendőrfogalmazó
- 1963: Leutnant Gustl; tévéfilm; Johann Habetswallner pékmester
- 1964: Das Leben ist die größte Schau – Seltsame Geschichten und komische Begebenheiten; tévésorozat; „az igazi” Hans Moser

## Elismerései, díjai

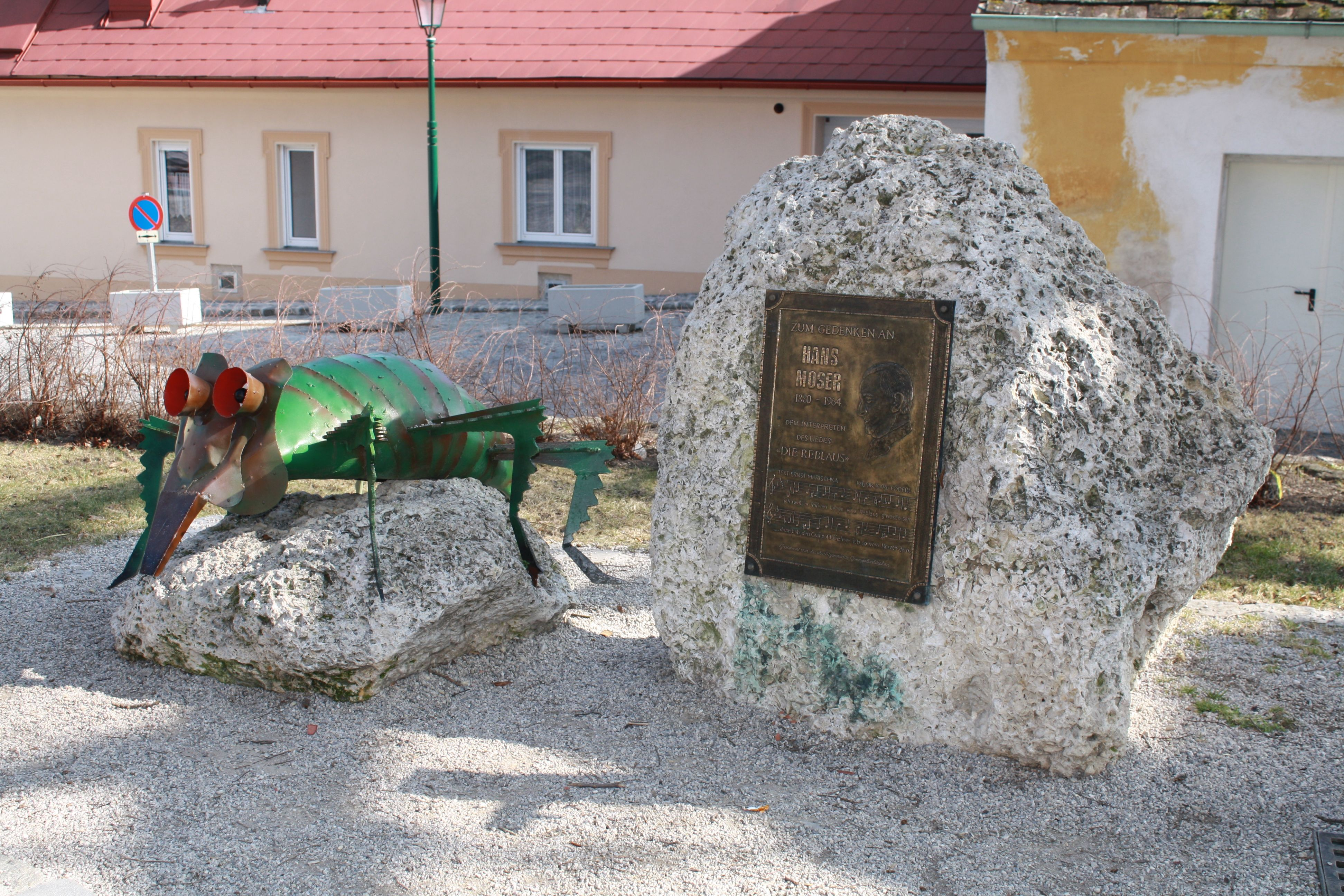
Moser emlékműve Gumpoldskirchenben (Alsó-Ausztria), a „Reblaus”-szal (filoxérával)

- 1950: Bécs város díszgyűrűje (Ehrenring der Stadt Wien). Művészi életművéért, 70. születésnapjával összefüggésben, Theodor Körner főpolgármester adta át.
- 1961: Kainz-emlékérem.
- 1961: Kamarai színművész (Kammerschauspieler) szövetségi kitüntető cím.
- 1962: A Német Filmdíj Arany Filmszalag fokozata (Filmband in Gold), filmszínészi életművéért.
- 1998: Róla nevezték el a Hans-Moser-Parkot és az Am Hans-Moser-Park utcát Bécs Hietzing kerületében.

## További információ
- Hans Moser a PORT.hu-n (magyarul)
- Hans Moser az Internet Movie Database-ben (angolul)
- Hans Moser a Rotten Tomatoeson (angolul)
- Hans Moser az AlloCiné weboldalán (franciául)
- Hans Moser (angol nyelven). famousfix.com. (Hozzáférés: 2023. november 2.)
- Hans Moser (1880-1964) (német nyelven). Filmdienst.de